# 黄土の旗幟のもと
『黄土の旗幟のもと』（こうどのきしのもと）は、皇なつきによる日本の漫画作品。『ミステリーDX』増刊「歴史ロマンDX」（角川書店）に連載されていた。
国の未来を憂う杞県の挙人・李信が李自成と出会い、その軍に身を投じ、洛陽を落とすまでを描く歴史漫画である。

## 登場人物
李戴之（りたいし）
主人公。字を李信（りしん）、後に李巌（りがん）と名を改める。
重税で飢える民を救済し、人望が厚い挙人。暴力で物事を解決することを嫌う。妻・淑艶は、反乱軍と見なされている李自成の軍に加わることに反対し、首を吊って自殺してしまう。
紅娘子（こうじょうし）
盗賊や民を苦しめる役人を懲らしめる義侠心に溢れる娘。李信が軍に入ったのを機に自らも軍に入った。
李侔（りぼう）
字を斉修（さいしゅう）。李信の実弟。
宋（そう）
杞県を治める地方官。困窮に喘ぐ民たちの減税を訴える声に耳を貸さない。
李自成（りじせい）
通称・闖将（ちんしょう）。新しい国作りを考えており、民衆の人望厚い李信を自軍に招く。
郭鵬樹（かくほうじゅ）
洛陽の通伴。李信の親友であり、淑艶の兄。李信が李自成の軍に入ったという噂は間違いで、人質に取られているのだと思い、自成に降伏を促しに軍へ赴く。

## 書誌情報
- 単行本：1996年5月発行、角川書店《あすかコミックスDX》、ISBN 4-04-852675-8
- 文庫本：2005年12月発行、潮出版社《潮漫画文庫》、ISBN 4-267-01734-4、解説：岡崎由美（早稲田大学文学部教授）
  - 収録作品：「死出の山越え」「人喰い」「蛇姫御殿」